# Karcag
Karcag (Duits: Engelhausen) is een stad in Hongarije in het comitaat Jász-Nagykun-Szolnok op 51 km zuidwestelijk van Debrecen en 18 km ten zuiden van het Nationaal Park Hortobágy. De stad telt bijna 19.000 inwoners (2011) en beschouwt zich als de hoofdstad van Groot-Koemanië (Nagykunság), de streek die genoemd is naar de Koemanen, die hier ooit woonden.
Behalve de 18e-eeuwse barokke protestantse kerk op het Szabadság tér is er een streekmuseum, dat genoemd is naar de etnograaf István Györffy. In dezelfde straat bevindt zich de Grieks-orthodoxe kerk (eind 18e eeuw). Er werken enkele goede pottenbakkers in dit stadje.

## Verkeer
Karcag ligt even noordelijk van de E15 (weg nr. 4), ongeveer halverwege Szolnok en Debrecen. Er zijn vergevorderde plannen voor de aanleg van de snelweg M4, die de verbinding zal leggen tussen de al gereed zijnde delen tot Abony en het deel vanaf Berettyóújfalu en de Roemeense grens. Karcag zal zo verbonden worden met het Europese snelwegennetwerk.

## Partnersteden
Karcag onderhoudt internationale stedenbanden met Cristuru Secuiesc (Roemenië, sinds 1990), Stara Moravica (Servië, 1994), Moldava nad Bodvou (Slowakije, 1998), Merke (Kazachstan, 1998), Schwarzheide (Duitsland, 2002), Longueau (Frankrijk, 2004) en Krosno Odrzaňskie (Polen, 2004).

## Geboren
- István Györffy (1884-1939), etnograaf
- Avram Hershko (1937), Israëlische biochemicus en Nobelprijswinnaar (2004)
- István Mándoky Kongur (1944-1992), turkoloog